# Threskiornis
Threskiornis és un dels gèneres d'aus del grup dels ibis, a la família dels tresquiornítids (Threskiornithidae).

## Morfologia
- Fan 75 cm d'alçada.
- Plomatge general blanc (fora de Threskiornis spinicollis).
- La pell nua del cap i coll és de color negre.
- El bec és fort i corbat cap avall.
- Ambdós sexes són similars.

## Hàbitat i distribució
Habiten en zones pantanoses i aigües poc profundes, en regions càlides d'Àsia meridional, Oceania i Àfrica subsahariana. Als Països Catalans només de manera molt ocasional s'ha observat l'ibis sagrat.

## Alimentació
S'alimenten de peixos, amfibis, altres petits vertebrats i insectes aquàtics.

## Reproducció
Nien en grup, en grans nius que fan en arbres o arbusts, on ponen 2-4 ous

## Taxonomia
D'acord amb la classificació del Congrés Ornitològic Internacional (versió 2.4, 1010), aquest gènere està format per cinc espècies vivents:
- Ibis sagrat africà (Threskiornis aethiopicus).[3]
- Ibis sagrat de Madagascar (Threskiornis bernieri).[4]
- Ibis capnegre (Threskiornis melanocephalus).[5]
- Ibis blanc australià (Threskiornis molucca).[6]
- Ibis coll de palla (Threskiornis spinicollis).[7]

L'ibis de la Reunió (Threskiornis solitarius), és una espècie extinta en època històrica.